# Викторовка (Бобруйский район)
Ви́кторовка (бел. Віктараўка) — упразднённый сельский населённый пункт, бывшая деревня в составе Осовского сельсовета Бобруйского района Могилёвской области Республики Беларусь.
Населённый пункт упразднён 6 декабря 2012 года.

## Население
- 2010 год — 5 человек